# Bonchamp-lès-Laval
Bonchamp-lès-Laval és un municipi francès situat al departament de Mayenne i a la regió de País del Loira. L'any 2007 tenia 5.553 habitants.

## Demografia

### Població
El 2007 la població de fet de Bonchamp-lès-Laval era de 5.553 persones. Hi havia 1.996 famílies de les quals 274 eren unipersonals (102 homes vivint sols i 172 dones vivint soles), 737 parelles sense fills, 916 parelles amb fills i 69 famílies monoparentals amb fills.
La població ha evolucionat segons el següent gràfic:
Habitants censats

### Habitatges
El 2007 hi havia 2.079 habitatges, 2.016 eren l'habitatge principal de la família, 13 eren segones residències i 50 estaven desocupats. 2.006 eren cases i 35 eren apartaments. Dels 2.016 habitatges principals, 1.612 estaven ocupats pels seus propietaris, 396 estaven llogats i ocupats pels llogaters i 8 estaven cedits a títol gratuït; 14 tenien una cambra, 50 en tenien dues, 168 en tenien tres, 483 en tenien quatre i 1.303 en tenien cinc o més. 1.541 habitatges disposaven pel capbaix d'una plaça de pàrquing. A 694 habitatges hi havia un automòbil i a 1.235 n'hi havia dos o més.

### Piràmide de població
La piràmide de població per edats i sexe el 2009 era:
| Homes | Edats   | Dones |
| ----- | ------- | ----- |
| 0     | 95 o +  | 8     |
| 0     | 90 a 94 | 0     |
| 12    | 85 a 89 | 28    |
| 4     | 80 a 84 | 12    |
| 48    | 75 a 79 | 56    |
| 40    | 70 a 74 | 88    |
| 60    | 65 a 69 | 56    |
| 116   | 60 a 64 | 84    |
| 100   | 55 a 59 | 84    |
| 268   | 50 a 54 | 256   |
| 240   | 45 a 49 | 252   |
| 200   | 40 a 44 | 160   |
| 184   | 35 a 39 | 208   |
| 172   | 30 a 34 | 176   |
| 72    | 25 a 29 | 88    |
| 168   | 20 a 24 | 108   |
| 208   | 15 a 19 | 180   |
| 176   | 10 a 14 | 172   |
| 180   | 5 a 9   | 212   |
| 116   | 0 a 4   | 152   |

## Economia
El 2007 la població en edat de treballar era de 3.743 persones, 2.812 eren actives i 931 eren inactives. De les 2.812 persones actives 2.678 estaven ocupades (1.423 homes i 1.255 dones) i 134 estaven aturades (63 homes i 71 dones). De les 931 persones inactives 371 estaven jubilades, 374 estaven estudiant i 186 estaven classificades com a «altres inactius».

### Ingressos
El 2009 a Bonchamp-lès-Laval hi havia 2.123 unitats fiscals que integraven 5.947 persones, la mediana anual d'ingressos fiscals per persona era de 20.791 €.

### Activitats econòmiques
Dels 258 establiments que hi havia el 2007, 4 eren d'empreses extractives, 3 d'empreses alimentàries, 1 d'una empresa de fabricació de material elèctric, 3 d'empreses de fabricació d'elements pel transport, 23 d'empreses de fabricació d'altres productes industrials, 30 d'empreses de construcció, 51 d'empreses de comerç i reparació d'automòbils, 25 d'empreses de transport, 9 d'empreses d'hostatgeria i restauració, 5 d'empreses d'informació i comunicació, 20 d'empreses financeres, 13 d'empreses immobiliàries, 28 d'empreses de serveis, 24 d'entitats de l'administració pública i 19 d'empreses classificades com a «altres activitats de serveis».
Dels 65 establiments de servei als particulars que hi havia el 2009, 1 era una oficina de correu, 2 oficines bancàries, 13 tallers de reparació d'automòbils i de material agrícola, 3 autoescoles, 3 paletes, 6 guixaires pintors, 3 fusteries, 6 lampisteries, 3 electricistes, 4 empreses de construcció, 6 perruqueries, 1 veterinari, 6 restaurants, 4 agències immobiliàries, 1 tintoreria i 3 salons de bellesa.
Dels 11 establiments comercials que hi havia el 2009, 1 era un supermercat, 1 una gran superfície de material de bricolatge, 2 fleques, 1 una carnisseria, 1 una llibreria, 1 una botiga de roba, 1 una botiga de material esportiu, 1 una perfumeria i 2 floristeries.
L'any 2000 a Bonchamp-lès-Laval hi havia 74 explotacions agrícoles que ocupaven un total de 2.244 hectàrees.

## Equipaments sanitaris i escolars
El 2009 hi havia 2 farmàcies i 1 ambulància.
El 2009 hi havia 1 escola maternal i 2 escoles elementals.

## Poblacions més properes
El següent diagrama mostra les poblacions més properes.